# STS-2
STS-2 foi a segunda missão com um ônibus espacial da NASA, utilizando o Columbia, lançada em 12 de Novembro de 1981. Além disso, foi também a primeira vez, que uma nave espacial reutilizável deixa a Terra pela segunda vez e retorna ao espaço. (a cápsula suborbital da missão Gemini II não-tripulada, foi utilizada em outro voo suborbital para o projeto Manned Orbiting Laboratory após reparos significativos.)

## Tripulação
| Posição    | Astronauta    |
| ---------- | ------------- |
| Comandante | Joe Engle     |
| Piloto     | Richard Truly |

### Tripulação reserva
| Posição    | Astronauta       |
| ---------- | ---------------- |
| Comandante | Ken Mattingly    |
| Piloto     | Henry Hartsfield |

## Parâmetros da missão
- Massa:
  - Decolagem: 104.647 kg
  - Aterrissagem: 92.650 kg
  - Carga: 8.517 kg
- Perigeu: 222 km
- Apogeu: 231 km
- Inclinação: 38.0°
- Período: 89.0 min

## Principais fatos

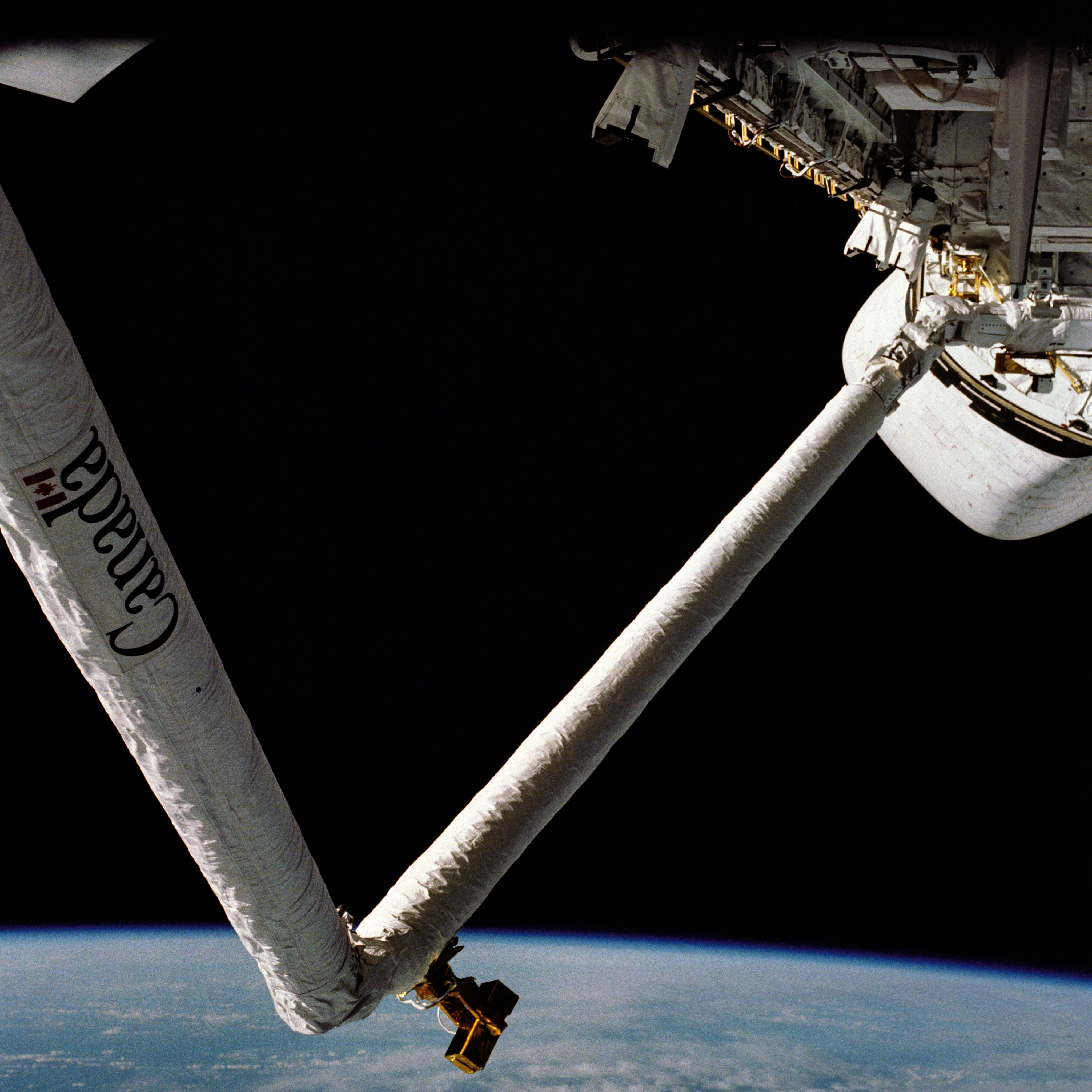
Canadarm é testado em órbita

O segundo lançamento de um ônibus espacial ocorreu sete meses após o STS-1, em 12 de Novembro de  1981, às 10h09. O horário original de lançamento de 7h30 foi atrasado enquanto uma unidade de transmissão defeituosa no Columbia era substituída. Originalmente o lançamento havia sido agendado para 9 de outubro, porém ele foi adiado devido a um vazamento de tetróxido de nitrogênio durante o carregamento do tanque do Sistema de Controle de Reação. O lançamento foi então marcado para o dia 4 de Novembro, porém este teve que ser adiado novamente quando altas pressões de óleo foram descobertas em uma das três unidades de potência auxilar (APU) que controlam o sistema hidráulico do veículo. Até o lançamento o Columbia passou 103 dias no OPF.
O voo marcou a primeira vez em que um veículo espacial tripulado voou novamente com um segundo grupo, com Joe Engle como comandante e Richard Truly como piloto. Foi transportado novamente o pacote DFI, assim como a carga OSTA-l, nomeado assim pelo Departamento de Aplicações Espacial e Terrestres da NASA, que consistia de alguns instrumentos sensores remotos. Estes instrumentos, que incluíam o Shuttle Imaging Radar-A (SIR-1), realizaram com sucesso a detecção das fontes da Terra, qualidade ambiental do oceano e condições climáticas. Além disso, o braço robótico Canadarm, construído no Canadá, foi operado com sucesso em todos os seus modos de operação pela primeira vez.
Apesar da a missão STS-2 ter sido planejada para ter a duração de 5 dias, a duração do voo foi reduzida quando uma das três células de combustível que produzem eletricidade e água potável falharam.
A aterrissagem ocorreu na Pista 23, na Base Aérea de Edwards, da Força Aérea dos Estados Unidos, Califórnia, às 13h23 horário do Pacífico de 14 de Novembro, após um voo com 37 órbitas e 1 728 000 km percorridas que durou 2 dias, 6 horas, 13 minutos e 12 segundos.
Apesar do voo interrompido, mais de 90% dos objetivos da missão foram atingidos. Além disso, as modificações no sistema de supressão sonora com água no local na plataforma de lançamento absorveram as ondas de superpressão do foguete de combustível sólido durante a decolagem e efetivamente - nenhuma protetor térmico foi perdido e apenas 12 foram danificados. O Columbia voou de volta para o Centro Espacial John F. Kennedy em 25 de Novembro de 1981.

## A última tripulação novata
O comandante Joe Engle havia sido anteriormente escalado como piloto do módulo lunar da missão Apollo 17, em 1972. Entretanto, foi trocado de última hora por Harrison Schmitt, quando ficou claro que, por falta de fundos governamentais, aquela seria a última missão Apollo à Lua. Schmitt, um astronauta-geólogo, foi uma imposição dos cientistas da NASA que queriam que ao menos um especialista em geologia pudesse estudar a superfície lunar in loco. 
Em consequência disso, tanto Engle quanto Trully eram novatos durante esta missão - apesar de Engle já ter voado acima de 80km da superfície terrestre, no projeto do avião X-15, era ainda considerado um novato pela NASA. A partir da missão STS-2, a política da NASA passou a estabelecer que o comandante de qualquer missão espacial teria que ser um astronauta que já tivesse ido ao espaço, tornando esta a última missão espacial norte-americana em que os comandantes eram novatos no espaço.